# 22722 Timothycooper
22722 Timothycooper este un asteroid din centura principală de asteroizi.

## Descriere
22722 Timothycooper este un asteroid din centura principală de asteroizi. A fost descoperit pe 16 septembrie 1998 la Stația Anderson Mesa în cadrul programului LONEOS. Asteroidul prezintă o orbită caracterizată de o semiaxă mare de 2,71 ua, o excentricitate de 0,25 și o înclinație de 14,0° în raport cu ecliptica.